# Луиза Прусская (1808—1870)
Луиза Августа Вильгельмина Амалия Прусская (нем. Luise Auguste Wilhelmine Amalie von Preußen; 1 февраля 1808, Кёнигсберг — 6 декабря 1870, Вассенар) — принцесса Прусская, дочь короля Пруссии Фридриха Вильгельма III и его супруги Луизы Мекленбург-Стрелицкой, супруга принца Нидерландов Фридриха, мать королевы Швеции и Норвегии Луизы и сестра русской императрицы Александры Федоровны.

## Биография
Луиза родилась в семье короля Пруссии Фридриха Вильгельма III и его первой супруги Луизы Мекленбург-Стрелицкой. Девочка, ставшая восьмым ребёнком и четвёртой дочерью в прусской королевской семье, получила имя в честь матери и одной из своих предков, Луизы Генриетты Оранской. Крестины состоялись в Кёнигсбергском соборе. К купели в знак единства «нации» принцессу сопровождали представители различных слоев населения. Среди её братьев и сестёр были Фридрих Вильгельм (будущий король Вильгельм I), Вильгельм (будущий император Вильгельм I) и Шарлотта (супруга российского императора Николая I).
Луиза появилась на свет в Кёнигсберге, где в то время размещалась резиденция её родителей. После Тильзитского мира Пруссия потеряла половину территорий, попала в зависимость от Франции, а Фридриху Вильгельму III с семьей было запрещено возвращаться в Берлин. Мать принцессы королева Луиза часто болела и жаловалась на плохой климат местности. Зимой 1808—1809 года прусская королевская чета провела восемь недель в Санкт-Петербурге. В октябре 1809 года у Луизы родился младший брат Альбрехт.
23 декабря 1809 года с разрешения Наполеона семья вернулась в Берлин и была радостно встречена народом. Однако, уже в июле следующего года королева умерла. Девочке на момент смерти матери было два с половиной года.
В 1823 году Луизе сделал предложение её кузен Фридрих Нидерландский, с которым они вместе росли при берлинском дворе. Он был вторым сыном короля Нидерландов Виллема I и его супруги Вильгельмины Прусской, родной сестры отца Луизы. Помолвка состоялась, однако заключения брака отложили на два года из-за юного возраста невесты.

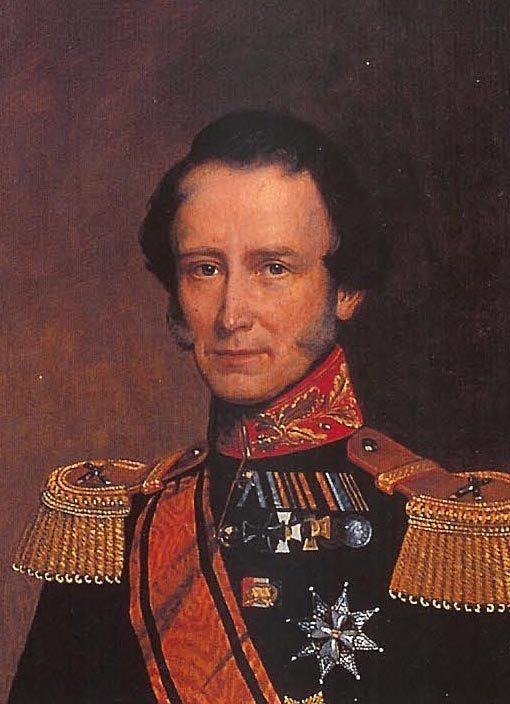
Принц Фридрих Нидерландский

Для Нидерландского королевства этот союз означал укрепление международных позиций монархии на европейском пространстве. Официальный вестник от 1 ноября 1824 отмечал, что брак «сулит счастье второму сыну короля и интересам нации, поскольку дружественные отношения между королевскими семьями и дворами Пруссии и Нидерландов будут все больше укрепляться».
Свадьба Фридриха и Луизы состоялась 21 мая 1825 года в Берлине. Луизе на то время исполнилось 17, а Фредерику — 28 лет. Празднование в столице длилось шесть дней, а затем продолжилось в Брюсселе и Лёвене. В Гаагу супруги прибыли уже осенью. Сначала они поселились во дворце на центральной площади Гааге, а затем перебрались в отремонтированный дворец на улице Korte Voorhout. У пары родилось четверо детей:
- Вильгельмина Фридерика Александрина Анна Луиза (1828—1871) — замужем за королём Швеции Карлом XV
- Виллем (1833—1834)
- Фридрих (1836—1846)
- Вильгельмина Фридерика Анна Елизавета Мария (1841—1910) — замужем за Вильгельмом Адольфом Максимилианом Карлом, герцогом Вида (1845—1907)

Разговаривали в семье на немецком языке. Слуги также общались с принцессой на её родном языке.
В 1838 году супруги приобрели несколько имений в Вассенаре. Усадьба De Paauw сначала использовалась как летний домик, а впоследствии стала постоянной резиденцией. Сад при ней был спроектирован известными ландшафтными дизайнерами Эдуардом Петцольдом и Яном Давидом Зохером в соответствии с пожеланиями Луизы. В 1846 году Фридрих приобрёл также дворец с ландшафтным парком в английском стиле в Бад-Мускау, который использовал как гостевой дом.

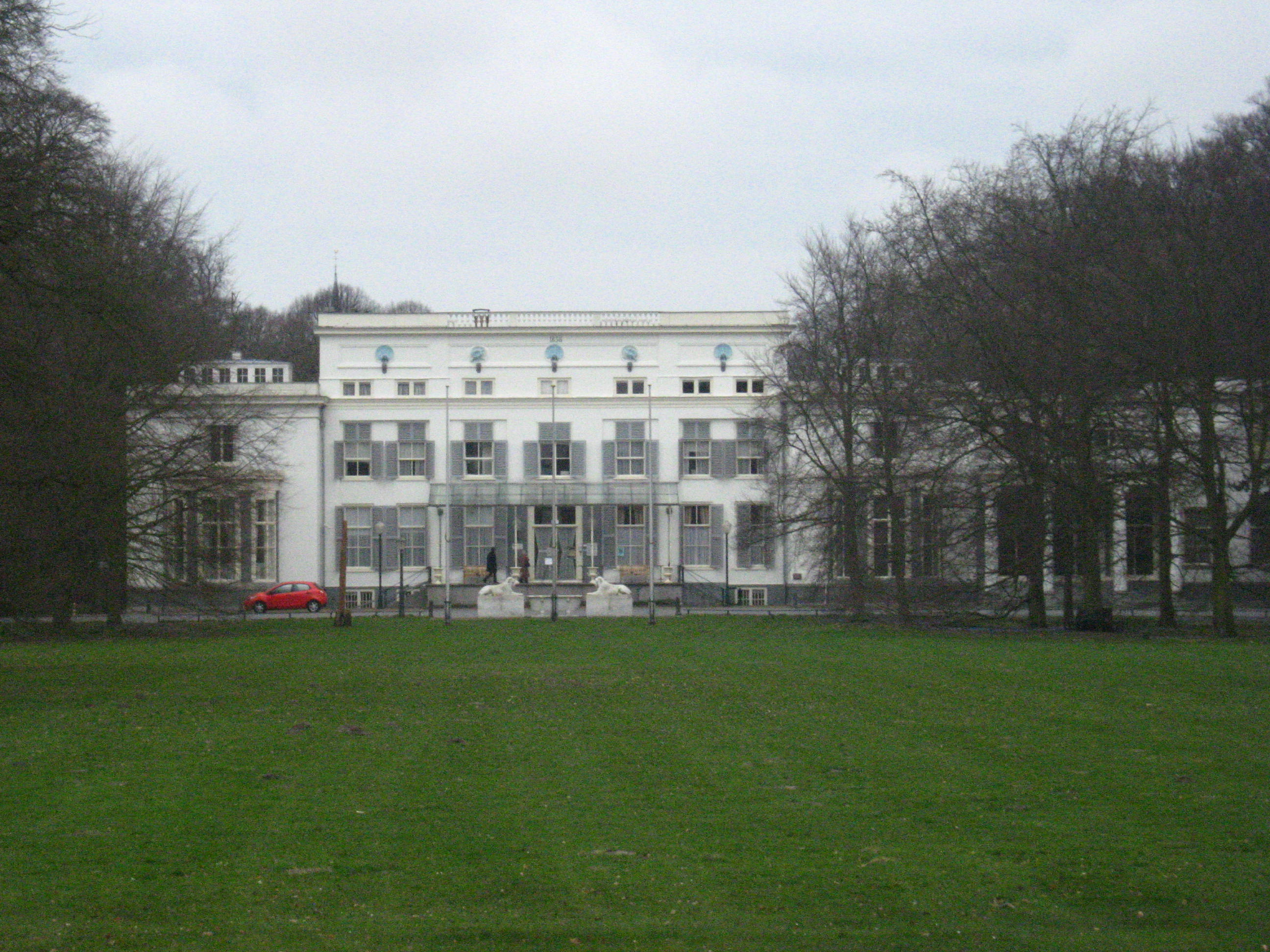
Имение De Paauw

В политику принцесса не вмешивалась. Луиза вела обширную переписку с родственниками, часто бывала у них в гостях, в том числе у сестры Шарлотты в России, у брата в Пруссии, а после замужества дочери Луизы — ещё и в Швеции. Посещала также силезские владения мужа.
В 1869 году, следуя примеру королевы Пруссии Августы, основала приют для мальчиков в Гааге, а затем — школу-интернат для девочек в Арнеме.
Последние годы жизни Луиза боролась с продолжительной болезнью. Лечилась на курортах Швейцарии и Германии. Умерла 6 декабря 1870 года в возрасте 62 лет в своем доме De Paauw. Принцессу Луизу похоронили 21 декабря в королевском склепе Новой церкви в Делфте. Супруг пережил её на одиннадцать лет и ушёл из жизни, будучи старейшим членом нидерландской королевской семьи.
Через свою дочь Луизу Нидерландскую, в замужестве королеву Норвегии и Швеции, принцесса Луиза Прусская породнилась с королевской семьёй Дании и Норвегии (через свою внучку Ловису, королеву Дании).
16 апреля 1827 года в честь Луизы была названа улица Луизенштрассе в центре Берлина.